# Belief (歌曲)
《信念》（英語：Belief）是约翰·梅尔2006年《声声不息》专辑中的第三首歌，同时作为第二支单曲在2006年11月发行，歌曲中的吉他由本·哈珀演奏。尽管没有拍摄MV，这首歌还是成功打入美国排行榜。收录在2006年 EP（The Village Sessions）中的另外一个原声吉他版本获得50届格莱美最佳流行男歌手的提名。歌曲的内容关于道德战争和个人信仰。